# Coleophora olympica
Coleophora olympica é uma espécie de mariposa do gênero Coleophora pertencente à família Coleophoridae.